# Codex Maximilianeus Bavaricus Civilis
Il Codex Maximilianeus Bavaricus Civilis, noto anche col nome di Codice massimilianeo, è un codice civile emanato nell'Elettorato di Baviera nel 1756. È stato scritto in tedesco, ma include molte frasi latine. Nei suoi contenuti, aderisce più da vicino all'Usus modernus Pandectarum dei progetti di codificazione più recenti. È rimasto operativo in Baviera fino all'entrata in vigore del tedesco Bürgerliches Gesetzbuch (BGB) il 1º gennaio 1900. Appartiene alla categoria dei protocodici, termine con il quale si definiscono i primi tentativi di codificazione sorti alla fine del XVIII secolo che si affermano come attività legislativa necessaria del sovrano per consolidare il proprio potere.
Esso deve il proprio nome alla figura del principe-elettore Massimiliano Giuseppe di Baviera che ne promosse la realizzazione per lo snellimento delle pratiche giudiziali nel paese e per una maggiore certezza di diritto. Scritto in lingua tedesca, esso includeva diverse frasi in latino. Nei suoi contenuti, esso aderì all’Usus modernus Pandectarum più concretamente di altri progetti di codificazione di leggi che verranno portati avanti in seguito. Esso rimase in vigore in Baviera sino alla pubblicazione del Bürgerliches Gesetzbuch tedesco, il 1 gennaio 1900.
Pur presentandosi come ispirato dagli ideali dell'illuminismo, il Codex Maximilianeus era di molto distante da quelle riforme legislative che saranno varate da stati all'avanguardia come Austria e Prussia nella medesima epoca. Nel codex bavarese la tortura non venne abolita né misconosciuti crimini come la stregoneria o l'eresia, per i quali tra l'altro continuava ad utilizzarsi la pena di morte nelle forme di crudeli modalità di esecuzione come il rogo.